# گوزن شمالی در روسیه

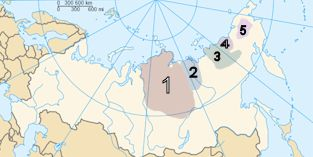
نقشه گله‌های رت سیبریکوس در روسیه بر اساس راسل و گان نوامبر ۲۰۱۳.

گوزن‌های شمالی در روسیه شامل گوزن‌های شمالی توندرا و جنگلی هستند و زیرگونه‌های گوزن شمالی توندرا محسوب می‌شوند. گوزن‌های شمالی توندرا شامل زیرگونه‌های نوایا زملیا و ساپمی و گوزن شمالی توندرا سیبری می‌شوند.

## گوزن شمالی نوایا زملیا

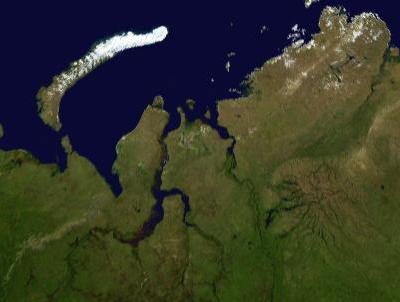
نوایا زملیا گوزن شمالی رتپیرسونی

زیرگونه گوزن شمالی، نوایا زملیا. : ۳۳۳ در جزایر نوایا زملیا، توسط ننت‌ها گله‌داری می‌شدند. نوایا زملیا مجمع‌الجزایری در اقیانوس منجمد شمالی در شمال روسیه و منتهی‌الیه شمال شرقی اروپا است که شرقی‌ترین نقطه اروپا در دماغه فلیسینگسکی در جزیره شمالی قرار دارد. جمعیت بومی (از سال ۱۸۷۲ تا دهه ۱۹۵۰ که به سرزمین اصلی اسکان داده شد) شامل حدود ۵۰ تا ۳۰۰ ننتسی بود که عمدتاً از طریق گله‌داری گوزن شمالی، ماهیگیری، تله‌گذاری، شکار خرس قطبی و شکار فک امرار معاش می‌کردند. : ۵۸ 

### مردم سامی و پرورش گوزن شمالی

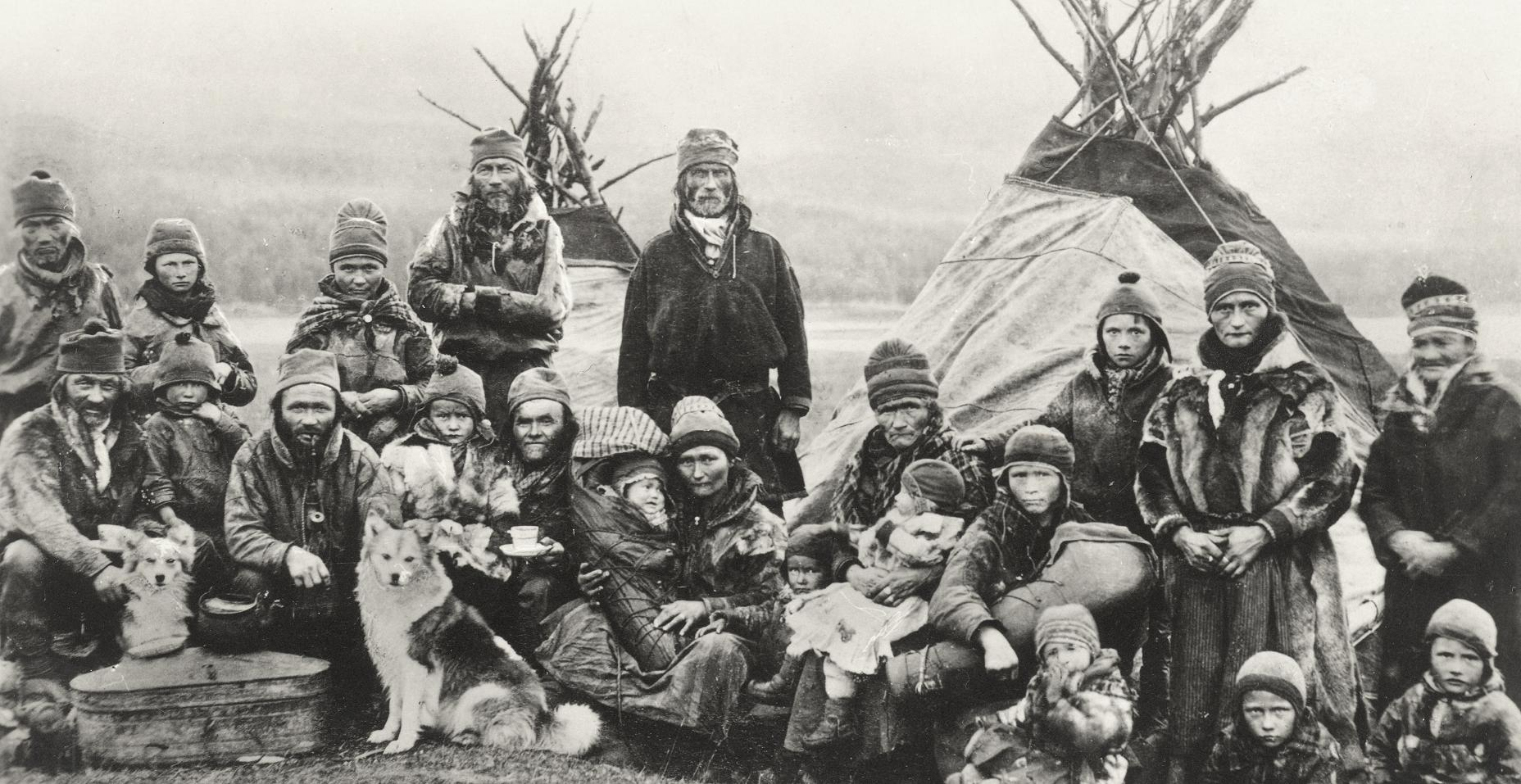
مردم کوچ‌نشین سامی با چادرها و لباس‌های ساخته شده از پوست گوزن شمالی در سال‌های ۱۹۰۰ تا ۱۹۲۰.

تا پایان هزاره اول در حدود قرن بیستم، شبه جزیره کولا فقط محل سکونت قوم سامی بود. : ۱۶ که عمدتاً به گله‌داری گوزن شمالی و ماهیگیری مشغول بودند. : IV مردم سامی قومی هستند که در چهار کشور زندگی می‌کنند. حدود ۲۰۰۰ سامی در روسیه وجود دارد، تنها کشوری که تعداد دقیق آنها را ثبت کرده است. آنها مردمی بومی فینو-اوگری زبان هستند که در منطقه قطبی ساپمی ساکن هستند، که امروزه بخش‌هایی از شبه جزیره کولا روسیه، شمال نروژ، سوئد، فنلاند و منطقه مرزی بین جنوب و مرکز سوئد و نروژ را در بر می‌گیرد. شناخته‌شده‌ترین وسیله امرار معاش آنها گله‌داری گوزن شمالی به صورت نیمه کوچ‌نشینی بود. سامی‌ها تنها مردم بومی اسکاندیناوی هستند که تحت کنوانسیون‌های بین‌المللی مردم بومی به رسمیت شناخته شده و محافظت می‌شوند و از این رو شمالی‌ترین مردم بومی اروپا هستند. تا پایان قرن نوزدهم، جمعیت بومی سامی عمدتاً توسط روس‌ها و مردم کومی و ننه‌ت که برای فرار از بیماری‌های همه‌گیر گوزن شمالی در سرزمین‌های خود به اینجا مهاجرت کرده بودند، به شمال رانده شدند. مردمان سامی در معرض اشتراکی‌سازی اجباری قرار گرفتند و بیش از نیمی از گله‌های گوزن شمالی آنها در سال‌های ۱۹۲۸–۱۹۳۰ اشتراکی شدند. : ۹۲–۹۳ تلاش‌های اشتراکی‌سازی در دهه ۱۹۳۰ منجر به تمرکز گله‌های گوزن شمالی در مزارع اشتراکی (کولخوز) شد که به نوبه خود، در اواخر دهه ۱۹۵۰ و اوایل دهه ۱۹۷۰ در چند مزرعه دولتی بزرگ ادغام شدند. : ۱۲۵ علاوه بر این، شیوه‌های سنتی گله‌داری سامی‌ها به نفع رویکرد اقتصادی سودآورتر کومی، که بر اسکان دائمی بر گله‌داری آزاد تأکید داشت، به تدریج کنار گذاشته شد. از آنجایی که فرهنگ سامی به شدت به شیوه‌های گله‌داری گره خورده است، این امر منجر به از دست دادن تدریجی زبان و دانش سنتی گله‌داری مردم سامی شد. اکثر سامی‌ها مجبور به سکونت در روستای لووزرو شدند؛ کسانی که در برابر اشتراکی‌سازی مقاومت می‌کردند، در معرض کار اجباری یا مرگ قرار می‌گرفتند. اشکال مختلف سرکوب علیه سامی‌ها تا زمان مرگ استالین در سال ۱۹۵۳ ادامه یافت. در دهه ۱۹۹۰، ۴۰ درصد از سامی‌ها در مناطق شهری زندگی می‌کردند، اگرچه برخی از آنها در بیشتر منطقه به گله‌داری گوزن شمالی می‌پرداختند.

## گوزن شمالی توندرا سیبری
سه گله بزرگ گوزن شمالی وحشی مهاجر توندرا در منطقه یاکوتیای سیبری مرکزی وجود دارد: گله‌های لنا-اولنک، یانا-ایندیگیرکا و ساندرون. در حالی که جمعیت گله لنا-اولنک پایدار است، بقیه در حال کاهش هستند.
باز هم در شرق، گله چوکوتکا نیز رو به کاهش است. در سال ۱۹۷۱، ۵۸۷۰۰۰ رأس گاو وجود داشت. آنها پس از کاهش شدید در سال ۱۹۸۶ به تنها ۳۲۲۰۰ رأس گاو بهبود یافتند، اما تعداد آنها دوباره کاهش یافت. به گفته کولپاشیکوف، تا سال ۲۰۰۹ کمتر از ۷۰۰۰۰ رأس گاو وجود داشت.

### گله گوزن شمالی تیمیر

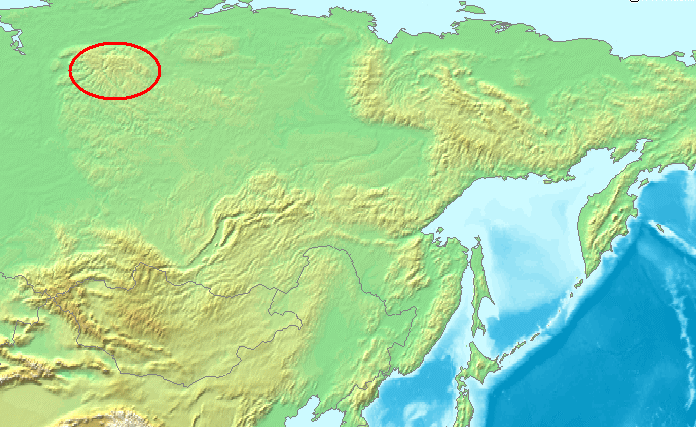
کوه‌های پوتوران، مراتع تایگای زمستانی گوزن‌های شمالی تیمیر

گله گوزن شمالی تایمیر، یک گوزن شمالی مهاجر توندرا، بزرگ‌ترین گله گوزن شمالی در جهان است. در دهه ۱۹۵۰، ۱۱۰٬۰۰۰ راس از این گوزن‌ها وجود داشت. در سال ۲۰۰۰، این گله به ۱٬۰۰۰٬۰۰۰ راس افزایش یافت، اما تا سال ۲۰۰۶، ۷۰۰٬۰۰۰ راس، و تا سال ۲۰۱۶ به ۶۰۰٬۰۰۰ راس رسید. کاهش تعداد گوزن‌ها تا حدی به دلیل تغییرات اقلیمی، همراه با توسعه صنعتی و سایر فعالیت‌های انسانی است.
ذخیره‌گاه طبیعی پوتورانا، با مساحت ۱٬۸۸۷٬۲۵۱ هکتار (۴٬۶۶۳٬۵۰۰ جریب فرنگی)، (که از سال ۲۰۱۰ به عنوان میراث جهانی یونسکو ثبت شده است)، در سال ۱۹۸۸ برای حفاظت از گله‌های گوزن شمالی تایمیر و همچنین گوسفندان برفی تأسیس شد. این ذخیره‌گاه در فلات پوتورانا، منطقه‌ای کوهستانی در لبه شمال غربی فلات مرکزی سیبری، در جنوب شبه جزیره تایمیر واقع شده است. گوزن‌های شمالی توندرا تایمیر به مراتع تایگای زمستانی در کوه‌های اونکیا و پوتوران مهاجرت می‌کنند. در جنگل-تندرا و تایگا از رودخانه تاز در غرب و تا انار در شرق.

## گوزن شمالی جنگلی
گوزن‌های شمالی جنگلی وحشی، شبیه به گوزن شمالی جنگلی در آمریکای شمالی هستند. گوزن شمالی جنگلی وحشی نر ۱۵۰ کیلوگرم (۳۳۰ پوند) وزن دارد. - ۲۰۰ کیلوگرم (۴۴۰ پوند) و زن ۶۰ کیلوگرم (۱۳۰ پوند) - ۱۰۰ کیلوگرم (۲۲۰ پوند).
با ذوب شدن صفحات یخی ۱۰۰۰۰ سال پیش، گوزن‌های شمالی وحشی از سمت شرقی دریای بالتیک به فنوسکاندیا رسیدند. پراکندگی آنها در دهه‌های ۱۶۰۰ و ۱۷۰۰ به اوج خود رسید. در آن زمان، گوزن‌های شمالی جنگلی وحشی تقریباً در «تمام مناطق شرقی فنوسکاندیا و شمال غربی روسیه تا ایلماجاروی» ساکن بودند. تا قرن هجدهم، پراکندگی آنها رو به کاهش و قطعه قطعه شدن بود. آنها «در اواخر دهه ۱۹۱۰ در فنلاند تا حد انقراض شکار شدند، اما همچنان در جنگل‌های دورافتاده کارلیای روسیه زندگی می‌کردند.» تا اوایل دهه ۲۰۰۰ «مرز جنوبی گستره گوزن‌های شمالی جنگلی وحشی در کارلیا به سمت شمال عقب‌نشینی کرده و جمعیت آنها قطعه قطعه شده است.» امروزه گوزن‌های شمالی جنگلی وحشی در روسیه، در کوم و آرخانگلسک و همچنین کارلیا یافت می‌شوند.
گوزن شمالی جنگلی وحشی در بیشتر مناطق روسیه به‌طور فزاینده‌ای کمیاب است. گوزن‌های شمالی کوهستانی در منطقه کیروف به شدت در معرض خطر انقراض هستند. بسیاری از آنها در کتاب قرمز به عنوان گونه‌های در معرض خطر انقراض ذکر شده‌اند: جمهوری کومی: گوزن شمالی کوهستانی وحشی؛ منطقه کراسنویارسک: گوزن شمالی جنگلی سیبری، گوزن شمالی کوهستانی.